# Tápszentmiklós
Tápszentmiklós (vyslovováno [tápsentmiklóš]) je vesnice v Maďarsku v župě Győr-Moson-Sopron, spadající pod okres Pannonhalma. Nachází se asi 8 km jihovýchodně od Pannonhalmy a asi 21 km jihovýchodně od Győru. V roce 2015 zde žilo 961 obyvatel. Dle údajů z roku 2011 tvoří 84,7 % obyvatelstva Maďaři, 0,3 % Romové a 0,3 % Němci. Název znamená "Svatý Mikuláš u Tápu".
Sousedními vesnicemi jsou Bakonybánk, Győrasszonyfa, Lázi a Táp.